# Ак-Джар (Таласский район)
Ак-Джар (кирг. Ак-Жар) — село в Таласском районе Таласской области Кыргызстана. Входит в состав Долонского аильного округа. Код СОАТЕ — 41707 232 813 02 0.

## Население
По данным переписи 2009 года, в селе проживало 2149 человек.